# Diecezja Senigallia
Diecezja Senigallia (łac. Dioecesis Senogalliensis) – diecezja Kościoła rzymskokatolickiego w środkowych Włoszech, w metropolii Ancona-Osimo, w regionie kościelnym Marche.
Została erygowana w VI wieku.

## Podział administracyjny diecezji
Parafie diecezji Senigallia zorganizowane są w czterech następujących wikariatach:
- Wikariat Senigallia
- Wikariat Ostra-Arcevia
- Wikariat Mondolfo-Corinaldo
- Wikariat Chiaravalle